# Centruroides bani
Espèce
Synonymes
- Centruroides mariaorum Santiago-Blay, 2009

Centruroides bani est une espèce de scorpions de la famille des Buthidae.

## Distribution
Cette espèce est endémique des Grandes Antilles. Elle se rencontre en République dominicaine et à Porto Rico sur Mona,.

## Description
Les mâles mesurent de 55 à 86 mm et les femelles de 45 à 65 mm.

## Systématique et taxinomie
Centruroides mariaorum a été placée en synonymie par Teruel, Rivera et Sánchez en 2017.

## Étymologie
Son nom d'espèce lui a été donné en référence au lieu de sa découverte, Baní.

## Publication originale
- Armas & Marcano Fondeur, 1987 : « Nuevos escorpiones (Arachnida: Scorpiones) de República Dominicana. » Poeyana, vol. 356, p. 1-24.